# Zaljubljeni do ušiju (2001.)
Zaljubljeni do ušiju (eng. Head over Heels) američka je romantična komedija redatelja Marka Watersa iz 2001. godine. 

## Radnja
Amanda Pierce (Monica Potter), mlada restauratorica koja radi u Metropolitanu, ima vrlo loš izbor muškaraca, a to se dokaže kada ulaskom u stan zatekne svog dečka u seksu s drugom ženom, supermodelom. Amanda odluči okrenuti novu stranicu u svome životu te kreće u potragu za novim stanom. Tako pronađe stan u kojem su četiri modela, Ruskinja Roxana (Ivana Miličević), Kanađanka Jade (Shalom Harlow), Australka Candi (Sarah O'Hare) i Afroamerikanka Holly (Tomiko Fraser). Kad Amanda otkriva da Jim Winston (Freddie Prinze Jr.), mladić koji joj se sviđa, živi u stanu preko puta njezinog, počne ga špijunirati kako bi pokušala pronaći njegovu manu čime bi dokazala da "su svi muškarci isti". Jedne noći Amanda vidi da je Jim ubio ženu, Megan O'Brien (Tanja Reichert), a kad stigne policija ne vjeruju joj jer je jedini svjedok, a jasnih dokaza nema. Razočarana nedostatkom truda policije, Amanda i njezine nove prijateljice započinju istragu kako bi našle dokaze protiv Jima. Tijekom istrage ispostavi se da je Jim Winston policajac na tajnom zadatku kojemu je pravo ime zapravo Bob Smoot te da je ubojstvo Megan O'Brien bila gluma kako bi prevario ruskog kriminalca Vadima Strukova (Jay Brazeau) kojeg Amanda zna otprije kao gospodina Hallorana. Kasnije, Jima, Amandu i njezine cimerice ruska mafija zarobi, ali uspjevaju pobjeći zahvaljujući Roxani koja na ruskom jeziku zavodi čuvara, a uskoro saznaju da Halloran krijumčari dijamanate. Amanda, Jim (sada Bob Smoot) i modeli na modnoj pisti svladavaju Vadima Strukova i njegove suradnike te su za to nagrađeni posebnim priznanjem za zalaganje iz FBI-a. Nakon cijele akcije, Bob pita Amandu mogu li njih dvoje ponovno biti zajedno, što Amanda odbija te odlazi od njega. Nakon nekog vremena Amanda i Bob ponovno se sretnu, a film završava scenom u kojoj Bob pokazuje Amandi novi stan koji je kupio, a ima pogled na stan Amandine četiri cimerice te romantičnim poljupcem Amande i Boba.

## Uloge
- Monica Potter kao Amanda Pierce
- Freddie Prinze Jr. kao Jim Winston/FBI agent Bob Smoot
- Ivana Miličević kao Roxana Miloslavznjakova
- Shalom Harlow kao Jade
- Sarah Murdoch kao Candi
- Tomiko Fraser kao Holly
- China Chow kao Lisa
- Timothy Olyphant kao Michael
- Tanja Reichert kao Megan O'Brien
- Tanner kao Hamlet
- Jay Brazeau kao Mr. Halloran/Vadim Strukov
- Stanley DeSantis kao Alfredo, modni dizajner
- Betty Linde kao Polly
- Norma MacMillan kao Gladys
- Bethoe Shirkoff kao Noreen
- Tom Shorthouse kao gospodin Rankin
- Joe Pascual kao policajac Rodriguez
- J.B. Bivens kao Mitch

## Vanjske poveznice
- Zaljubljeni do ušiju u internetskoj bazi filmova IMDb-a